# Blå Gotland
Blå Gotland (română: Albastru Gotland , engleză: Gotland Blue, germană: Gotland Blau) este o varietate de brânză care era fabricată în Suedia de către compania Arla Foods în orașul Stånga de pe Insula Gotland. Fabrica a fost închisă în 2004. 